# Conférence générale baptiste du Canada
La Conférence générale baptiste du Canada (anglais : Baptist General Conference of Canada) est une association chrétienne évangélique d'églises baptistes au Canada. Elle est membre de l'Alliance évangélique du Canada. Son siège est situé à Edmonton.

## Histoire
La Conférence a ses origines dans la fondation de l’Église baptiste Grant Memorial par une mission baptiste suédoise à Winnipeg au Manitoba en 1894 . Cette église a implanté 4 autres églises. Ces dernières ont fondé la Conférence baptiste du centre du Canada en 1905 et sont devenues membre de la Conférence générale baptiste des États-Unis. En 1981, 3 conférences générales baptistes canadiennes, membre de la Conférence générale baptiste des États-Unis, sont devenues autonomes de cette dernière et ont fondé la Conférence générale baptiste du Canada. Selon un recensement de l’association, en 2024, elle aurait 106 églises.

## Institut de théologie
En 1988, elle a fondé le Séminaire baptiste canadien, situé à l’Université Trinity Western de Langley (Colombie-Britannique) .